# Déborah Géradon
Pour les articles homonymes, voir Géradon.
Déborah Géradon, née le 31 juillet 1986 est une femme politique belge wallonne, membre du Parti socialiste (PS).
Elle est master en Sciences Politiques (ULiège). À la suite de ses études, elle devient cheffe du service « Supracommunalité » à la Province de Liège avant de se consacrer pleinement à la politique.
En 2014, Déborah Géradon est élue au Parlement Wallon avant de revenir en tant qu'Echevine à la Ville de Seraing en 2018.
En 2023, à la suite du passage de flambeau de son prédécesseur Francis Bekeart, elle devient la première femme à prendre le mayorat de la cité du fer. 

## Fonctions politiques
- Echevine à la ville de Seraing
- Députée wallonne du 23 juillet 2014 au 3 décembre 2018
  - députée à la Communauté française de Belgique
- Echevine à la ville de Seraing de décembre 2018 à mars 2023
- Bourgmestre de la Ville de Seraing depuis le 20 mars 2023